# Соренсен, Джерри
Джеральдин Энн «Джерри» Соренсен, в замужестве Ленихан (англ. Geraldine Ann "Gerry" Sorensen-Lenihan; род. 15 октября 1958, Кимберли) — канадская горнолыжница, специалистка по скоростному спуску. Представляла сборную Канады по горнолыжному спорту в первой половине 1980-х годов, чемпионка мира, победительница пяти этапов Кубка мира, двукратная чемпионка канадского национального первенства, участница зимних Олимпийских игр в Сараево.

## Биография
Джерри Соренсен родилась 15 октября 1958 года в городе Кимберли провинции Британская Колумбия. Серьёзно заниматься горнолыжным спортом начала в возрасте десяти лет, проходила подготовку в местном лыжном клубе North Star Racers.
В 1980 году вошла в основной состав канадской национальной сборной и дебютировала в Кубке мира, в частности уже в дебютном сезоне одержала победу в скоростном спуске на этапе в австрийском Хаусе.
В 1982 году была лучшей на трёх этапах Кубка мира, заняла четвёртое место в итоговом зачёте скоростного спуска и двенадцатое место в общем зачёте всех дисциплин. Побывала на чемпионате мира в Шладминге, откуда привезла награду золотого достоинства — в скоростном спуске обошла всех своих соперниц, в том числе опередила титулованную американку Синди Нельсон.
Благодаря череде удачных выступлений удостоилась права защищать честь страны на зимних Олимпийских играх 1984 года в Сараево — была близка к попаданию в число призёров, став в скоростном спуске шестой. Также в этом сезоне вновь заняла четвёртое место в итоговом зачёте скоростного спуска в Кубке мира и снова оказалась двенадцатой в общем зачёте всех дисциплин. В общей сложности она шесть раз поднималась на подиум различных этапов Кубка мира и пять этапов выиграла. Является, помимо всего прочего, двукратной чемпионкой Канады по горнолыжному спорту. Вскоре по окончании сезона 1984 года приняла решение завершить спортивную карьеру, уступив место в сборной молодым канадским горнолыжницам.
Впоследствии вышла замуж и взяла фамилию Ленихан.